# East Surrey (circonscription du Parlement britannique)
Circonscription parlementaire de la Chambre des communes
La circonscription d'East Surrey est une circonscription parlementaire britannique située dans le Surrey.
Une première circonscription d'East Surrey existe de 1832 à 1885. La circonscription actuelle a été créée en 1918 et est représentée à la Chambre des communes du Parlement britannique. Elle est représente depuis 2019 par Claire Coutinho du Parti conservateur.

## Members of Parliament

### MPs 1832–1885
| Élection                | Premier membre                    | Premier membre                    | Premier membre                    | 1er Parti                         | Second membre                     | Second membre                     | Second membre                     | 2e Parti                          |
| ----------------------- | --------------------------------- | --------------------------------- | --------------------------------- | --------------------------------- | --------------------------------- | --------------------------------- | --------------------------------- | --------------------------------- |
| 1832                    |                                   | John Ivatt Briscoe                |                                   | Whig,                             |                                   | Aubrey Beauclerk                  |                                   | Radical,                          |
| 1835                    |                                   | Richard Alsager                   |                                   | Conservateur                      |                                   | Aubrey Beauclerk                  |                                   | Radical,                          |
| 1837                    |                                   | Richard Alsager                   | Henry Kemble                      | Conservateur                      |                                   | Conservateur                      |                                   |                                   |
| Élection partielle 1841 |                                   | Edmund Antrobus                   | Henry Kemble                      |                                   | Conservateur                      | Conservateur                      |                                   |                                   |
| 1847                    |                                   | Peter Locke King                  |                                   | Whig,                             |                                   | Thomas Alcock                     |                                   | Whig,                             |
| 1859                    |                                   | Peter Locke King                  | Libéral                           |                                   | Liberal                           | Thomas Alcock                     |                                   |                                   |
| 1865                    |                                   | Peter Locke King                  | Libéral                           | Charles Buxton                    |                                   | Libéral                           |                                   |                                   |
| 1871                    |                                   | Peter Locke King                  | Libéral                           | James Watney                      |                                   | Conservateur                      |                                   |                                   |
| 1874                    |                                   | William Grantham                  |                                   | James Watney                      | Conservateur                      | Conservateur                      |                                   |                                   |
| 1885                    | Suppression de la circonscription | Suppression de la circonscription | Suppression de la circonscription | Suppression de la circonscription | Suppression de la circonscription | Suppression de la circonscription | Suppression de la circonscription | Suppression de la circonscription |

### MPs depuis 1918
| Élection                | Élection | Membre               | Membre             | Parti        |
| ----------------------- | -------- | -------------------- | ------------------ | ------------ |
| Circonscription recréée |          |                      |                    |              |
|                         | 1918     | Sir Stuart Coats, Bt |                    | Conservateur |
|                         | 1922     | James Galbraith      |                    | Conservateur |
|                         | 1935     | Charles Emmott       |                    | Conservateur |
|                         | 1945     | Michael Astor        |                    | Conservateur |
|                         | 1951     | Charles Doughty      |                    | Conservateur |
|                         | 1970     | William Clark        |                    | Conservateur |
|                         | Fev 1974 | Geoffrey Howe        |                    | Conservateur |
|                         | 1992     | Peter Ainsworth      |                    | Conservateur |
|                         | 2010     | Sam Gyimah           |                    | Conservateur |
|                         | 2019     | Sam Gyimah           | Libéral Démocrates |              |
|                         | 2019     | Claire Coutinho      |                    | Conservateur |

## Élections

### Élections dans les années 2010
| Parti         | Parti                | Candidat             | Voix   | %    | ±   |
| ------------- | -------------------- | -------------------- | ------ | ---- | --- |
|               | Conservateur         | Claire Coutinho      | 35 624 | 59,7 | 0.1 |
|               | Libéral Démocrate    | Alexander Ehmann     | 11 584 | 19,4 | 8.9 |
|               | Travailliste         | Frances Rehal        | 8 247  | 13,8 | 5.4 |
|               | Green                | Joseph Booton        | 2 340  | 3,9  | 2.1 |
|               | Indépendant          | Helena Windsor       | 1 374  | 2,3  | N/A |
|               | Monster Raving Loony | Martin Hogbin        | 521    | 0,9  | N/A |
| Majorité      | Majorité             | Majorité             | 24 040 | 40,3 | 0.1 |
| Participation | Participation        | Participation        | 59 925 | 72,1 | 2.8 |
|               | Conservateur retenir | Conservateur retenir | Swing  | 4.5  |     |

| Parti         | Parti                | Candidat             | Voix   | %    | ±     |
| ------------- | -------------------- | -------------------- | ------ | ---- | ----- |
|               | Conservateur         | Sam Gyimah           | 35 310 | 59,6 | +2.2  |
|               | Travailliste         | Hitesh Tailor        | 11 396 | 19,2 | +7.4  |
|               | Libéral Démocrate    | David Lee            | 6 197  | 10,5 | +1.2  |
|               | Indépendant          | Andy Parr            | 2 973  | 5,0  | New   |
|               | UKIP                 | Helena Windsor       | 2 227  | 3,8  | -13.3 |
|               | Green                | Benedict Southworth  | 1 100  | 1,9  | -2.0  |
| Majorité      | Majorité             | Majorité             | 23 914 | 40,4 | N/A   |
| Participation | Participation        | Participation        | 59 203 | 74,9 | +4.5  |
|               | Conservateur retenir | Conservateur retenir | Swing  | -2.6 |       |

| Parti         | Parti                | Candidat             | Voix   | %    | ±     |
| ------------- | -------------------- | -------------------- | ------ | ---- | ----- |
|               | Conservateur         | Sam Gyimah           | 32 211 | 57,4 | +0.7  |
|               | UKIP                 | Helena Windsor       | 9 553  | 17,0 | +10.1 |
|               | Travailliste         | Matt Wilson          | 6 627  | 11,8 | +2.8  |
|               | Libéral Démocrate    | David Lee            | 5 189  | 9,2  | -16.6 |
|               | Green                | Nicola Dodgson       | 2 159  | 3,8  | New   |
|               | Indépendant          | Sandy Pratt          | 364    | 0,6  | -0.1  |
| Majorité      | Majorité             | Majorité             | 22 658 | 40,4 | +0.5  |
| Participation | Participation        | Participation        | 56 103 | 70,4 | −0.7  |
|               | Conservateur retenir | Conservateur retenir | Swing  | -4.7 |       |

| Parti         | Parti                | Candidat             | Voix   | %    | ±    |
| ------------- | -------------------- | -------------------- | ------ | ---- | ---- |
|               | Conservateur         | Sam Gyimah           | 31 007 | 56,7 | +0.6 |
|               | Libéral Démocrate    | David Lee            | 14 133 | 25,9 | +2.0 |
|               | Travailliste         | Mathew Rodda         | 4 925  | 9,0  | -5.8 |
|               | UKIP                 | Helena Windsor       | 3 770  | 6,9  | +2.5 |
|               | Monster Raving Loony | Martin Hogbin        | 422    | 0,8  | New  |
|               | Indépendant          | Sandy Pratt          | 383    | 0,7  | New  |
| Majorité      | Majorité             | Majorité             | 16 874 | 30,9 |      |
| Participation | Participation        | Participation        | 54 640 | 71,1 | +4.5 |
|               | Conservateur retenir | Conservateur retenir | Swing  |      |      |

### Élections dans les années 2000
| Parti         | Parti                | Candidat             | Voix   | %    | ±    |
| ------------- | -------------------- | -------------------- | ------ | ---- | ---- |
|               | Conservateur         | Peter Ainsworth      | 27 659 | 56,2 | +3.7 |
|               | Libéral Démocrate    | Jeremy Pursehouse    | 11 738 | 23,8 | -0.6 |
|               | Travailliste         | James Bridge         | 7 288  | 14,8 | -4.3 |
|               | UKIP                 | Tony Stone           | 2 158  | 4,4  | +0.5 |
|               | Légalise Cannabis    | Winston Matthews     | 410    | 0,8  | +0.8 |
| Majorité      | Majorité             | Majorité             | 15 921 | 32,3 |      |
| Participation | Participation        | Participation        | 49 253 | 66,6 | +3.3 |
|               | Conservateur retenir | Conservateur retenir | Swing  | +2.1 |      |

| Parti         | Parti                | Candidat             | Voix   | %    | ±     |
| ------------- | -------------------- | -------------------- | ------ | ---- | ----- |
|               | Conservateur         | Peter Ainsworth      | 24 706 | 52,5 | +2.4  |
|               | Libéral Démocrate    | Jeremy Pursehouse    | 11 503 | 24,4 | +1.9  |
|               | Travailliste         | Jo Tanner            | 8 994  | 19,1 | -2.1  |
|               | UKIP                 | Tony Stone           | 1 846  | 3,9  | +2.9  |
| Majorité      | Majorité             | Majorité             | 13 203 | 28,1 |       |
| Participation | Participation        | Participation        | 47 049 | 63,3 | -11.4 |
|               | Conservateur retenir | Conservateur retenir | Swing  |      |       |

### Élections dans les années 1990
| Parti         | Parti                | Candidat             | Voix   | %    | ±     |
| ------------- | -------------------- | -------------------- | ------ | ---- | ----- |
|               | Conservateur         | Peter Ainsworth      | 27 389 | 50,1 | -10.9 |
|               | Libéral Démocrate    | Belinda Ford         | 12 296 | 22,5 | -4.4  |
|               | Travailliste         | David Ross           | 11 573 | 21,2 | +10.7 |
|               | Référendum           | Michael Sydney       | 2 656  | 4,9  |       |
|               | UKIP                 | Tony Stone           | 569    | 1,0  |       |
|               | Natural Law          | Susan Bartrum        | 173    | 0,3  |       |
| Majorité      | Majorité             | Majorité             | 15 093 | 27,6 |       |
| Participation | Participation        | Participation        | 54 656 | 74,6 |       |
|               | Conservateur retenir | Conservateur retenir | Swing  |      |       |

Cette circonscription a subi des changements de limites entre les élections générales de 1992 et 1997 et, par conséquent, la variation des voix est basée sur un calcul théorique.
| Parti         | Parti                | Candidat             | Voix   | %    | ±    |
| ------------- | -------------------- | -------------------- | ------ | ---- | ---- |
|               | Conservateur         | Peter Ainsworth      | 29 767 | 62,3 | −1.1 |
|               | Libéral Démocrate    | Robert L. Tomlin     | 12 111 | 25,4 | +1.4 |
|               | Travailliste         | Gill M. Roles        | 5 075  | 10,6 | +0.2 |
|               | Green                | Ian T. Kilpatrick    | 819    | 1,7  | −0.6 |
| Majorité      | Majorité             | Majorité             | 17 656 | 37,0 | −2.5 |
| Participation | Participation        | Participation        | 47 772 | 82,3 | +5.2 |
|               | Conservateur retenir | Conservateur retenir | Swing  | −1.2 |      |

### Élections dans les années 1980
| Parti         | Parti                | Candidat             | Voix   | %    | ±    |
| ------------- | -------------------- | -------------------- | ------ | ---- | ---- |
|               | Conservateur         | Geoffrey Howe        | 29 126 | 63,4 | +0.5 |
|               | Liberal              | Michael Anderson     | 11 000 | 23,9 | −3.4 |
|               | Travailliste         | Michael Davis        | 4 779  | 10,4 | +0.6 |
|               | Green                | David Newell         | 1 044  | 2,3  |      |
| Majorité      | Majorité             | Majorité             | 18 126 | 39,5 |      |
| Participation | Participation        | Participation        | 45 949 | 77,2 |      |
|               | Conservateur retenir | Conservateur retenir | Swing  |      |      |

| Parti         | Parti                | Candidat             | Voix   | %    | ± |
| ------------- | -------------------- | -------------------- | ------ | ---- | - |
|               | Conservateur         | Geoffrey Howe        | 27 272 | 62,9 |   |
|               | Liberal              | Susan Liddell        | 11 836 | 27,3 |   |
|               | Travailliste         | Hugh Pincott         | 4 249  | 9,8  |   |
| Majorité      | Majorité             | Majorité             | 15 436 | 35,6 |   |
| Participation | Participation        | Participation        | 43 357 | 74,1 |   |
|               | Conservateur retenir | Conservateur retenir | Swing  |      |   |

### Élections dans les années 1970
| Parti         | Parti                | Candidat             | Voix   | %     | ± |
| ------------- | -------------------- | -------------------- | ------ | ----- | - |
|               | Conservateur         | Geoffrey Howe        | 28 266 | 62,84 |   |
|               | Liberal              | Susan Liddell        | 8 866  | 19,71 |   |
|               | Travailliste         | Graham Harries       | 7 398  | 16,45 |   |
|               | National Front       | D. Smith             | 452    | 1,00  |   |
| Majorité      | Majorité             | Majorité             | 19 400 | 43,13 |   |
| Participation | Participation        | Participation        |        | 78,42 |   |
|               | Conservateur retenir | Conservateur retenir | Swing  |       |   |

| Parti         | Parti                | Candidat             | Voix   | %     | ± |
| ------------- | -------------------- | -------------------- | ------ | ----- | - |
|               | Conservateur         | Geoffrey Howe        | 22 227 | 52,41 |   |
|               | Liberal              | Kenneth Vaus         | 12 382 | 29,20 |   |
|               | Travailliste         | David Allonby        | 7 797  | 18,39 |   |
| Majorité      | Majorité             | Majorité             | 9 845  | 23,22 |   |
| Participation | Participation        | Participation        |        | 76,17 |   |
|               | Conservateur retenir | Conservateur retenir | Swing  |       |   |

| Parti         | Parti                | Candidat             | Voix   | %     | ± |
| ------------- | -------------------- | -------------------- | ------ | ----- | - |
|               | Conservateur         | Geoffrey Howe        | 23 563 | 51,16 |   |
|               | Liberal              | Kenneth Vaus         | 15 544 | 33,75 |   |
|               | Travailliste         | David Allonby        | 6 946  | 15,08 |   |
| Majorité      | Majorité             | Majorité             | 8 019  | 17,41 |   |
| Participation | Participation        | Participation        |        | 83,58 |   |
|               | Conservateur retenir | Conservateur retenir | Swing  |       |   |

| Parti         | Parti                | Candidat             | Voix   | %     | ± |
| ------------- | -------------------- | -------------------- | ------ | ----- | - |
|               | Conservateur         | William Clark        | 35 773 | 61,99 |   |
|               | Liberal              | Percy W. Meyer       | 11 749 | 20,36 |   |
|               | Travailliste         | Michael D. Simmons   | 10 186 | 17,65 |   |
| Majorité      | Majorité             | Majorité             | 24 024 | 41,63 |   |
| Participation | Participation        | Participation        |        | 73,08 |   |
|               | Conservateur retenir | Conservateur retenir | Swing  |       |   |

### Élections dans les années 1960
| Parti         | Parti                | Candidat             | Voix   | %     | ± |
| ------------- | -------------------- | -------------------- | ------ | ----- | - |
|               | Conservateur         | Charles Doughty      | 30 900 | 54,54 |   |
|               | Liberal              | Michael R Lane       | 16 407 | 28,96 |   |
|               | Travailliste         | Cyril Shaw           | 9 347  | 16,50 |   |
| Majorité      | Majorité             | Majorité             | 14 493 | 25,58 |   |
| Participation | Participation        | Participation        |        | 79,33 |   |
|               | Conservateur retenir | Conservateur retenir | Swing  |       |   |

| Parti         | Parti                | Candidat             | Voix   | %     | ± |
| ------------- | -------------------- | -------------------- | ------ | ----- | - |
|               | Conservateur         | Charles Doughty      | 31 827 | 55,94 |   |
|               | Liberal              | Michael R Lane       | 16 049 | 28,21 |   |
|               | Travailliste         | James Stewart Cook   | 9 020  | 15,85 |   |
| Majorité      | Majorité             | Majorité             | 15 778 | 27,73 |   |
| Participation | Participation        | Participation        |        | 79,22 |   |
|               | Conservateur retenir | Conservateur retenir | Swing  |       |   |

### Élections dans les années 1950
| Parti         | Parti                | Candidat             | Voix   | %     | ± |
| ------------- | -------------------- | -------------------- | ------ | ----- | - |
|               | Conservateur         | Charles Doughty      | 36 310 | 63,94 |   |
|               | Liberal              | Kenneth Vaus         | 10 376 | 18,27 |   |
|               | Travailliste         | James C Hunt         | 10 102 | 17,79 |   |
| Majorité      | Majorité             | Majorité             | 25 934 | 45,67 |   |
| Participation | Participation        | Participation        |        | 81,13 |   |
|               | Conservateur retenir | Conservateur retenir | Swing  |       |   |

| Parti         | Parti                | Candidat             | Voix   | %     | ± |
| ------------- | -------------------- | -------------------- | ------ | ----- | - |
|               | Conservateur         | Charles Doughty      | 37 276 | 74,79 |   |
|               | Travailliste         | Jean Graham Hall     | 12 567 | 25,21 |   |
| Majorité      | Majorité             | Majorité             | 24 709 | 49,57 |   |
| Participation | Participation        | Participation        |        | 76,47 |   |
|               | Conservateur retenir | Conservateur retenir | Swing  |       |   |

| Parti         | Parti                | Candidat             | Voix   | %     | ± |
| ------------- | -------------------- | -------------------- | ------ | ----- | - |
|               | Conservateur         | Charles Doughty      | 37 966 | 72,98 |   |
|               | Travailliste         | Nathan Whine         | 14 056 | 27,02 |   |
| Majorité      | Majorité             | Majorité             | 23 910 | 45,96 |   |
| Participation | Participation        | Participation        |        | 81,30 |   |
|               | Conservateur retenir | Conservateur retenir | Swing  |       |   |

| Parti         | Parti                | Candidat             | Voix   | %     | ± |
| ------------- | -------------------- | -------------------- | ------ | ----- | - |
|               | Conservateur         | Michael Astor        | 32 711 | 60,92 |   |
|               | Travailliste         | Nathan Whine         | 12 499 | 23,28 |   |
|               | Liberal              | Wendy Wills          | 8 484  | 15,80 |   |
| Majorité      | Majorité             | Majorité             | 20 212 | 37,64 |   |
| Participation | Participation        | Participation        |        | 87,17 |   |
|               | Conservateur retenir | Conservateur retenir | Swing  |       |   |

### Élections dans les années 1940
| Parti         | Parti                | Candidat             | Voix   | %     | ± |
| ------------- | -------------------- | -------------------- | ------ | ----- | - |
|               | Conservateur         | Michael Astor        | 31 117 | 53,36 |   |
|               | Travailliste         | Henry Edward Weaver  | 17 708 | 30,36 |   |
|               | Liberal              | Donald Phillip Owen  | 9 495  | 16,28 |   |
| Majorité      | Majorité             | Majorité             | 13 409 | 22,99 |   |
| Participation | Participation        | Participation        |        | 74,50 |   |
|               | Conservateur retenir | Conservateur retenir | Swing  |       |   |

### Élections dans les années 1930
Élection générale 1939/40 :
Une autre élection générale devait avoir lieu avant la fin de 1940. Les partis politiques préparaient une élection à partir de 1939 et à la fin de cette année, les candidats suivants avaient été sélectionnés;
- Conservateur: Charles Emmott
- Travailliste:

| Parti         | Parti                | Candidat             | Voix   | %     | ± |
| ------------- | -------------------- | -------------------- | ------ | ----- | - |
|               | Conservateur         | Charles Emmott       | 33 776 | 78,91 |   |
|               | Travailliste         | Henry Edward Weaver  | 9 025  | 21,09 |   |
| Majorité      | Majorité             | Majorité             | 24 751 | 57,83 |   |
| Participation | Participation        | Participation        |        | 66,54 |   |
|               | Conservateur retenir | Conservateur retenir | Swing  |       |   |

| Parti         | Parti                | Candidat             | Voix   | %     | ± |
| ------------- | -------------------- | -------------------- | ------ | ----- | - |
|               | Conservateur         | James Galbraith      | 33 771 | 88,85 |   |
|               | Travailliste         | Mont Follick         | 4 236  | 11,15 |   |
| Majorité      | Majorité             | Majorité             | 29 535 | 77,71 |   |
| Participation | Participation        | Participation        |        | 71,40 |   |
|               | Conservateur retenir | Conservateur retenir | Swing  |       |   |

### Élections dans les années 1920
| Parti         | Parti             | Candidat             | Voix   | %    | ± |
| ------------- | ----------------- | -------------------- | ------ | ---- | - |
|               | Unioniste         | James Galbraith      | 19 578 | 60,9 |   |
|               | Liberal           | Ida Swinburne        | 7 435  | 23,1 |   |
|               | Travailliste      | Robert Oscar Mennell | 5 152  | 16,0 |   |
| Majorité      | Majorité          | Majorité             | 12 143 | 37,8 |   |
| Participation |                   |                      |        |      |   |
|               | Unioniste retenir | Unioniste retenir    | Swing  |      |   |

| Parti         | Parti             | Candidat             | Voix   | %    | ±   |
| ------------- | ----------------- | -------------------- | ------ | ---- | --- |
|               | Unioniste         | James Galbraith      | 15 999 | 83,1 | n/a |
|               | Travailliste      | Robert Oscar Mennell | 3 249  | 16,9 | n/a |
| Majorité      | Majorité          | Majorité             | 12 750 | 66,2 | n/a |
| Participation | Participation     | Participation        |        | 70,7 | n/a |
|               | Unioniste retenir | Unioniste retenir    | Swing  | n/a  |     |

| Parti | Parti             | Candidat          | Voix      | %   | ±   |
| ----- | ----------------- | ----------------- | --------- | --- | --- |
|       | Unioniste         | James Galbraith   | unopposed | n/a | n/a |
|       | Unioniste retenir | Unioniste retenir | Swing     | n/a |     |

| Parti         | Parti             | Candidat          | Voix   | %    | ±     |
| ------------- | ----------------- | ----------------- | ------ | ---- | ----- |
|               | Unioniste         | James Galbraith   | 12 498 | 77,3 | -5.5  |
|               | Travailliste      | Marjorie Pease    | 3 667  | 22,7 | n/a   |
| Majorité      | Majorité          | Majorité          | 8 831  | 54,6 | -11.0 |
| Participation | Participation     | Participation     |        | 64,5 | +17.4 |
|               | Unioniste retenir | Unioniste retenir | Swing  | n/a  |       |

### Élections dans les années 1910
| Parti                                                 | Parti                               | Candidat      | Voix  | %    | ±   |
| ----------------------------------------------------- | ----------------------------------- | ------------- | ----- | ---- | --- |
| C                                                     | Unioniste                           | Stuart Coats  | 8795  | 82.8 | n/a |
|                                                       | Liberal                             | Guy Hayler    | 1 830 | 17,2 | n/a |
| Majorité                                              | Majorité                            | Majorité      | 6 965 | 65,6 | n/a |
| Participation                                         | Participation                       | Participation |       | 47,1 | n/a |
|                                                       | Unioniste vainqueur (nouveau siège) |               |       |      |     |
| C candidat approuvé par le gouvernement de coalition. |                                     |               |       |      |     |

## Résultats élection 1832-1885

### Élections dans les années 1880
| Parti              | Parti                | Candidat             | Voix         | %          | ±    |
| ------------------ | -------------------- | -------------------- | ------------ | ---------- | ---- |
|                    | Conservateur         | William Grantham     | 8 104        | 28,9       | +0.4 |
|                    | Conservateur         | James Watney         | 8 006        | 28,6       | −0.4 |
|                    | Liberal              | William F Robinson   | 5 978        | 21,3       | −0.6 |
|                    | Liberal              | George Webb Medley   | 5 928        | 21,2       | +0.7 |
| Majorité           | Majorité             | Majorité             | 2 028        | 7,2        | +0.6 |
| Participation      | Participation        | Participation        | 14 008 (est) | 73,8 (est) | +6.2 |
| Registre électeurs | Registre électeurs   | Registre électeurs   | 18,969       |            |      |
|                    | Conservateur retenir | Conservateur retenir | Swing        | +0.5       |      |
|                    | Conservateur retenir | Conservateur retenir | Swing        | −0.6       |      |

### Élections dans les années 1870
| Parti              | Parti                              | Candidat                           | Voix        | %          | ±    |
| ------------------ | ---------------------------------- | ---------------------------------- | ----------- | ---------- | ---- |
|                    | Conservateur                       | James Watney                       | 5 673       | 29,0       | +5.6 |
|                    | Conservateur                       | William Grantham                   | 5 579       | 28,5       | +5.6 |
|                    | Liberal                            | Peter King                         | 4 292       | 21,9       | −5.7 |
|                    | Liberal                            | John Peter Gassiot                 | 4 015       | 20,5       | −5.6 |
| Majorité           | Majorité                           | Majorité                           | 1 287       | 6,6        | N/A  |
| Participation      | Participation                      | Participation                      | 9 780 (est) | 67,6 (est) | −1.5 |
| Registre électeurs | Registre électeurs                 | Registre électeurs                 | 14,468      |            |      |
|                    | Conservateur vainqueur sur Liberal | Conservateur vainqueur sur Liberal | Swing       | +5.6       |      |
|                    | Conservateur vainqueur sur Liberal | Conservateur vainqueur sur Liberal | Swing       | +5.6       |      |

| Parti              | Parti                              | Candidat                           | Voix   | %     | ±     |
| ------------------ | ---------------------------------- | ---------------------------------- | ------ | ----- | ----- |
|                    | Conservateur                       | James Watney                       | 3 912  | 58,7  | +12.4 |
|                    | Liberal                            | Granville Leveson-Gower            | 2 749  | 41,3  | −12.4 |
| Majorité           | Majorité                           | Majorité                           | 1 163  | 17,5  | N/A   |
| Participation      | Participation                      | Participation                      | 6 661  | 51,4  | −17.7 |
| Registre électeurs | Registre électeurs                 | Registre électeurs                 | 12,960 |       |       |
|                    | Conservateur vainqueur sur Liberal | Conservateur vainqueur sur Liberal | Swing  | +12.4 |       |

- Causé par la mort de Buxton.

### Élections dans les années 1860
| Parti              | Parti              | Candidat           | Voix        | %          | ±    |
| ------------------ | ------------------ | ------------------ | ----------- | ---------- | ---- |
|                    | Liberal            | Peter King         | 4 162       | 27,6       | +1.7 |
|                    | Liberal            | Charles Buxton     | 3 941       | 26,1       | +0.7 |
|                    | Conservateur       | William Hardman    | 3 537       | 23,4       | −1.3 |
|                    | Conservateur       | James Lord         | 3 459       | 22,9       | −1.0 |
| Majorité           | Majorité           | Majorité           | 404         | 2,7        | +2.0 |
| Participation      | Participation      | Participation      | 7 550 (est) | 69,1 (est) | +1.1 |
| Registre électeurs | Registre électeurs | Registre électeurs | 10,932      |            |      |
|                    | Liberal retenir    | Liberal retenir    | Swing       | +1.4       |      |
|                    | Liberal retenir    | Liberal retenir    | Swing       | +0.9       |      |

| Parti              | Parti              | Candidat           | Voix        | %          | ±     |
| ------------------ | ------------------ | ------------------ | ----------- | ---------- | ----- |
|                    | Liberal            | Peter King         | 3 495       | 25,9       | −11.0 |
|                    | Liberal            | Charles Buxton     | 3 424       | 25,4       | −11.8 |
|                    | Conservateur       | Henry Peek         | 3 333       | 24,7       | +11.7 |
|                    | Conservateur       | William Brodrick   | 3 226       | 23,9       | +10.9 |
| Majorité           | Majorité           | Majorité           | 91          | 0,7        | −10.3 |
| Participation      | Participation      | Participation      | 6 739 (est) | 68,0 (est) | +0.1  |
| Registre électeurs | Registre électeurs | Registre électeurs | 9,913       |            |       |
|                    | Liberal retenir    | Liberal retenir    | Swing       | −11.2      |       |
|                    | Liberal retenir    | Liberal retenir    | Swing       | −11.6      |       |

### Élections dans les années 1850
| Parti              | Parti              | Candidat           | Voix        | %          | ±   |
| ------------------ | ------------------ | ------------------ | ----------- | ---------- | --- |
|                    | Liberal            | Thomas Alcock      | 2 953       | 37,2       | N/A |
|                    | Liberal            | Peter King         | 2 926       | 36,9       | N/A |
|                    | Conservateur       | Anthony Cleasby    | 2 050       | 25,9       | N/A |
| Majorité           | Majorité           | Majorité           | 876         | 11,0       | N/A |
| Participation      | Participation      | Participation      | 4 990 (est) | 67,9 (est) | N/A |
| Registre électeurs | Registre électeurs | Registre électeurs | 7,350       |            |     |
|                    | Liberal retenir    | Liberal retenir    | Swing       | N/A        |     |
|                    | Liberal retenir    | Liberal retenir    | Swing       | N/A        |     |

| Parti              | Parti              | Candidat           | Voix            | %               | ±               |
| ------------------ | ------------------ | ------------------ | --------------- | --------------- | --------------- |
|                    | Whig               | Thomas Alcock      | Sans opposition | Sans opposition | Sans opposition |
|                    | Whig               | Peter King         | Sans opposition | Sans opposition | Sans opposition |
| Registre électeurs | Registre électeurs | Registre électeurs | 7,191           |                 |                 |
|                    | Whig hold          |                    |                 |                 |                 |
|                    | Whig hold          |                    |                 |                 |                 |

| Parti              | Parti              | Candidat           | Voix        | %          | ±   |
| ------------------ | ------------------ | ------------------ | ----------- | ---------- | --- |
|                    | Whig               | Thomas Alcock      | 2 508       | 27,9       | N/A |
|                    | Whig               | Peter King         | 2 500       | 27,8       | N/A |
|                    | Conservateur       | Edmund Antrobus    | 2 064       | 22,9       | N/A |
|                    | Conservateur       | Anthony Cleasby    | 1 928       | 21,4       | N/A |
| Majorité           | Majorité           | Majorité           | 436         | 4,8        | N/A |
| Participation      | Participation      | Participation      | 4 500 (est) | 68,0 (est) | N/A |
| Registre électeurs | Registre électeurs | Registre électeurs | 6,618       |            |     |
|                    | Whig retenir       | Whig retenir       | Swing       | N/A        |     |
|                    | Whig retenir       | Whig retenir       | Swing       | N/A        |     |

### Élections dans les années 1840
| Parti              | Parti                          | Candidat           | Voix            | %               | ±               |
| ------------------ | ------------------------------ | ------------------ | --------------- | --------------- | --------------- |
|                    | Whig                           | Thomas Alcock      | Sans opposition | Sans opposition | Sans opposition |
|                    | Whig                           | Peter King         | Sans opposition | Sans opposition | Sans opposition |
| Registre électeurs | Registre électeurs             | Registre électeurs | 6,028           |                 |                 |
|                    | Whig Vainqueur de Conservateur |                    |                 |                 |                 |
|                    | Whig Vainqueur de Conservateur |                    |                 |                 |                 |

| Parti              | Parti              | Candidat           | Voix            | %               | ±               |
| ------------------ | ------------------ | ------------------ | --------------- | --------------- | --------------- |
|                    | Conservateur       | Edmund Antrobus    | Sans opposition | Sans opposition | Sans opposition |
|                    | Conservateur       | Henry Kemble       | Sans opposition | Sans opposition | Sans opposition |
| Registre électeurs | Registre électeurs | Registre électeurs | 6,222           |                 |                 |
|                    | Conservateur hold  |                    |                 |                 |                 |
|                    | Conservateur hold  |                    |                 |                 |                 |

| Parti              | Parti                | Candidat             | Voix  | %     | ±     |
| ------------------ | -------------------- | -------------------- | ----- | ----- | ----- |
|                    | Conservateur         | Edmund Antrobus      | 2 635 | 64,7  | +10.7 |
|                    | Whig                 | Thomas Alcock        | 1 436 | 35,3  | −10.7 |
| Majorité           | Majorité             | Majorité             | 1 199 | 29,5  | +25.9 |
| Participation      | Participation        | Participation        | 4 071 | 65,4  | −5.8  |
| Registre électeurs | Registre électeurs   | Registre électeurs   | 6,222 |       |       |
|                    | Conservateur retenir | Conservateur retenir | Swing | +10.7 |       |

- Causé par la mort d'Alsager.

### Élections dans les années 1830
| Parti              | Parti                              | Candidat                           | Voix  | %    | ±    |
| ------------------ | ---------------------------------- | ---------------------------------- | ----- | ---- | ---- |
|                    | Conservateur                       | Richard Alsager                    | 2 176 | 27,1 | +7.9 |
|                    | Conservateur                       | Henry Kemble                       | 2 155 | 26,9 | +7.7 |
|                    | Whig                               | Peter King                         | 1 865 | 23,3 | +8.7 |
|                    | Whig                               | John Angerstein                    | 1 823 | 22,7 | +8.1 |
| Majorité           | Majorité                           | Majorité                           | 290   | 3,6  | −2.6 |
| Participation      | Participation                      | Participation                      | 3 937 | 71,2 | −6.6 |
| Registre électeurs | Registre électeurs                 | Registre électeurs                 | 5,531 |      |      |
|                    | Conservateur retenir               | Conservateur retenir               | Swing | −0.3 |      |
|                    | Conservateur vainqueur sur Radical | Conservateur vainqueur sur Radical | Swing | −0.4 |      |

| Parti              | Parti                           | Candidat                        | Voix  | %     | ±     |
| ------------------ | ------------------------------- | ------------------------------- | ----- | ----- | ----- |
|                    | Conservateur                    | Richard Alsager                 | 1 578 | 38,5  | +17.0 |
|                    | Radical                         | Aubrey Beauclerk                | 1 324 | 32,3  | +2.5  |
|                    | Whig                            | John Ivatt Briscoe              | 1 200 | 29,3  | −19.4 |
| Participation      | Participation                   | Participation                   | 2 753 | 77,8  | +7.6  |
| Registre électeurs | Registre électeurs              | Registre électeurs              | 3,537 |       |       |
| Majorité           | Majorité                        | Majorité                        | 254   | 6,2   | N/A   |
|                    | Conservateur vainqueur sur Whig | Conservateur vainqueur sur Whig | Swing | +13.4 |       |
| Majorité           | Majorité                        | Majorité                        | 124   | 3,0   | −5.3  |
|                    | Radical retenir                 | Radical retenir                 | Swing | +6.1  |       |

| Parti              | Parti                             | Candidat              | Votes | %    |
| ------------------ | --------------------------------- | --------------------- | ----- | ---- |
|                    | Whig                              | John Ivatt Briscoe    | 1 643 | 42,4 |
|                    | Radical                           | Aubrey Beauclerk      | 1 155 | 29,8 |
|                    | Tory                              | Thomas Jeffreys Allen | 835   | 21,5 |
|                    | Whig                              | John Lainson          | 244   | 6,3  |
| Participation      | Participation                     | Participation         | 2 211 | 70,2 |
| Registre électeurs | Registre électeurs                | Registre électeurs    | 3,150 |      |
| Majorité           | Majorité                          | Majorité              | 488   | 12,6 |
|                    | Whig vainqueur (nouveau siège)    |                       |       |      |
| Majorité           | Majorité                          | Majorité              | 320   | 8,3  |
|                    | Radical vainqueur (nouveau siège) |                       |       |      |

## Sources
- Résultats élections, 2010 BBC News
- Résultats élections, 2005 BBC News
- Résultats élections, 1997 – 2001 BBC News
- Résultats élections, 1997 – 2001 Election Demon
- Résultats élections, 1983 – 1992 Election Demon
- Résultats élections, 1992 – 2010 The Guardian
- Résultats élections, 1945 – 1979 Politics Resources